# Südostdeutsche Fußballmeisterschaft 1932/33

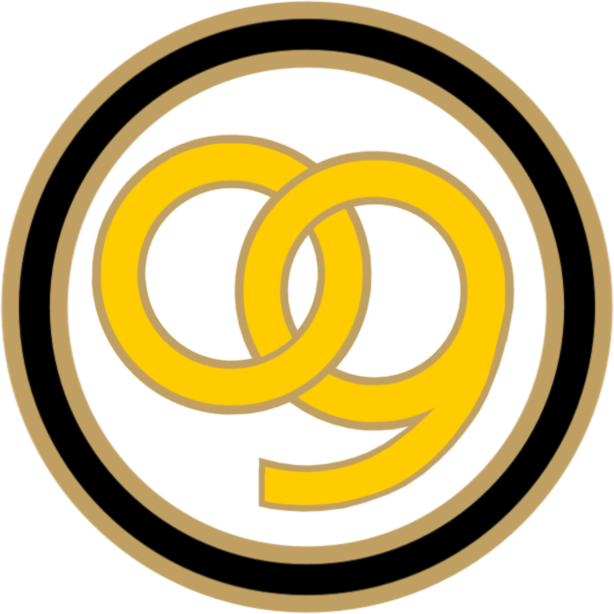
Beuthener SuSV 09 – Südostdeutscher Meister 1933

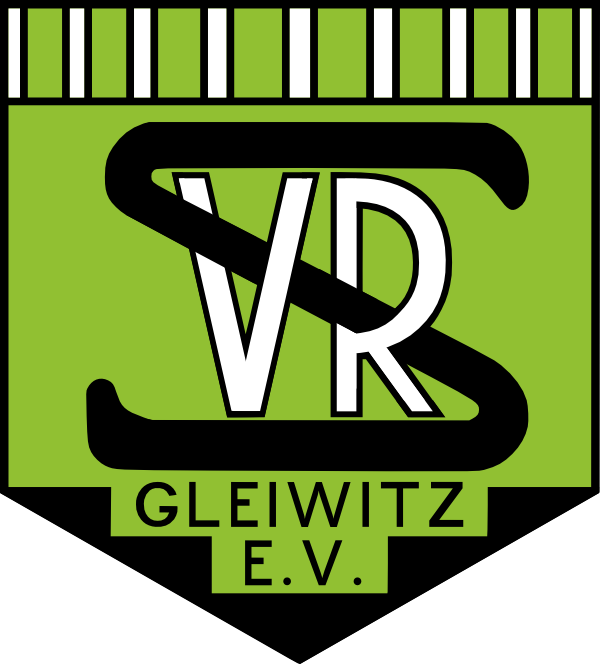
SpVgg Vorwärts-Rasensport Gleiwitz – Südostdeutscher Vizemeister 1933

Die südostdeutsche Fußballmeisterschaft 1932/33 war die 22. und letzte Austragung der südostdeutschen Fußballmeisterschaft des Südostdeutschen Fußball-Verbandes (SOFV). Die Meisterschaft gewann zum vierten Mal hintereinander der Beuthener SuSV 09 nach Punkten im Endrundenturnier. Durch den Gewinn dieser Verbandsmeisterschaft qualifizierten sich der Verein für die deutsche Fußballmeisterschaft 1932/33, bei der die Beuthener im Achtelfinale den SV Prussia-Samland Königsberg mit 7:1 besiegten und ins Viertelfinale einzogen. Dort schied die Mannschaft dann nach einer 0:3-Niederlage gegen den SV 1860 München aus. Die SpVgg Vorwärts-Rasensport Gleiwitz konnte sich die Vizemeisterschaft sichern und durfte somit ebenfalls an der deutschen Meisterschaft teilnehmen, bei der man jedoch im Achtelfinale Fortuna Düsseldorf mit 0:9 unterlag.
Es war die letzte südostdeutsche Meisterschaft des SOFV. Im Zuge der Gleichschaltung wurde der Südostdeutsche Fußball-Verband wenige Monate nach der Machtübernahme der Nationalsozialisten im Jahre 1933 aufgelöst. Die überwiegende Anzahl der Vereine wurde nach 1933 der Gauliga Schlesien und den dazugehörigen unterklassigen Ligen zugeordnet, einzig die Vereine aus Forst, Cottbus und Guben aus der Bezirksklasse Niederlausitz wurden der Gauliga Berlin-Brandenburg beziehungsweise den dazugehörigen unteren Ligen zugeordnet.

## Modus

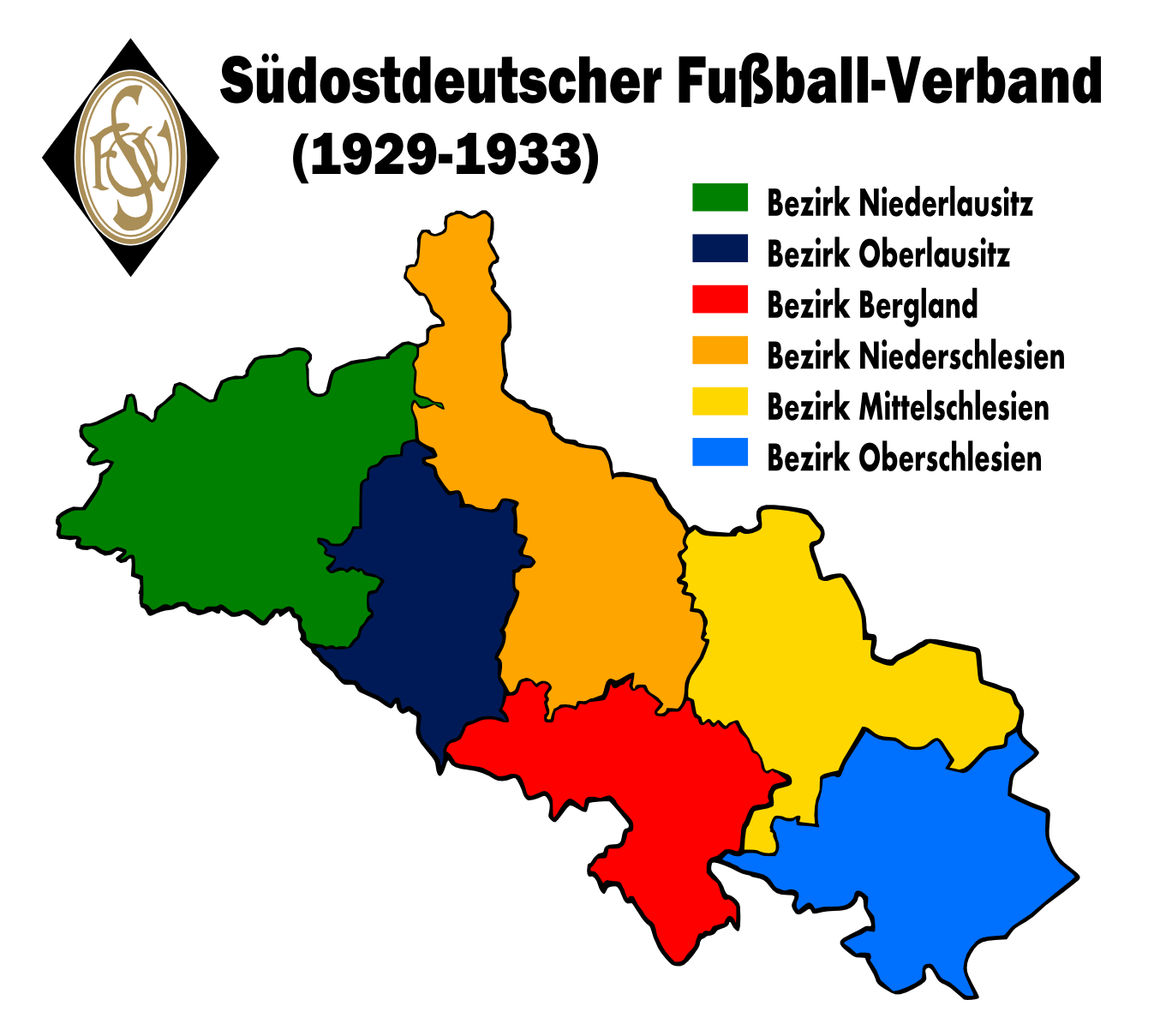
Übersichtskarte der Bezirke des SOFV

Die Spielklassen Südostdeutschlands waren in der Saison 1932/33 erneut in 6 Bezirksklassen eingeteilt, deren jeweilige Meister, sowie Vizemeister, für die Endrunde um die südostdeutsche Meisterschaft qualifiziert waren. Die Bezirksklassen Mittelschlesien und Bergland waren zusätzlich in regionale Staffeln unterteilt.
| Bezirk          | Bezirksmeister                                                     | Bezirkseinteilung                                                       |
| --------------- | ------------------------------------------------------------------ | ----------------------------------------------------------------------- |
| Niederlausitz   | Cottbuser FV 1898                                                  |                                                                         |
| Oberlausitz     | SpVgg Gelb-Weiß Görlitz                                            |                                                                         |
| Niederschlesien | VfB Liegnitz                                                       |                                                                         |
| Mittelschlesien | SSC 1901 Oels (Provinzmeister) Breslauer SC 08 (Breslauer Meister) | Gau Breslau, Gau Brieg, Gau Namslau, Gau Obernigk-Trachenberg, Gau Oels |
| Oberschlesien   | SpVgg Vorwärts-Rasensport Gleiwitz                                 |                                                                         |
| Bergland        | Waldenburger SV 1909                                               | Ost, West                                                               |

## A-Klasse Niederlausitz
Die A-Klasse Niederlausitz wurde in einer Gruppe ausgetragen. Der Cottbuser FV 1898 wurde zum sechsten und letzten Mal Niederlausitzer Meister und qualifizierte sich dadurch für die südostdeutsche Meisterschaftsendrunde. Der SV Hoyerswerda wurde Vizemeister und qualifizierte sich somit erstmals ebenfalls für die Meisterschaftsendrunde.
| Pl. | Verein                 | Sp. | S  | U | N  | Tore    | Quote | Punkte |
| --- | ---------------------- | --- | -- | - | -- | ------- | ----- | ------ |
| 1.  | Cottbuser FV 1898      | 14  | 10 | 1 | 3  | 041:190 | 2,16  | 21:70  |
| 2.  | SV Hoyerswerda         | 14  | 8  | 1 | 5  | 031:230 | 1,35  | 17:11  |
| 3.  | 1. FC Guben (N)        | 14  | 7  | 2 | 5  | 029:350 | 0,83  | 16:12  |
| 4.  | FV Brandenburg Cottbus | 14  | 7  | 1 | 6  | 042:280 | 1,50  | 15:13  |
| 5.  | FC Viktoria Forst (M)  | 14  | 5  | 4 | 5  | 035:330 | 1,06  | 14:14  |
| 6.  | FC Askania Forst       | 14  | 5  | 2 | 7  | 017:240 | 0,71  | 12:16  |
| 7.  | FC Deutschland Forst   | 14  | 4  | 2 | 8  | 020:290 | 0,69  | 10:18  |
| 8.  | SC Wacker Ströbitz     | 14  | 3  | 1 | 10 | 021:450 | 0,47  | 07:21  |

| (M) | Titelverteidiger Bezirk      |
| (N) | Aufsteiger aus den B-Klassen |

### Relegationsspiele
Das Hinspiel fand am 30. April 1933 in Klettwitz, das Rückspiel am 7. Mai 1933 in Ströbitz und das Entscheidungsspiel am 14. Mai 1933 in Forst (Lausitz) statt.
|                                  | Gesamt |                                       | Hinspiel | Rückspiel | 3. Spiel |
| -------------------------------- | ------ | ------------------------------------- | -------- | --------- | -------- |
| VfB Klettwitz (Sieger B-Klassen) | 3:8    | SC Wacker Ströbitz (Letzter A-Klasse) | 3:1      | 0:5       | 0:2      |

## A-Klasse Oberlausitz
Die A-Klasse Oberlausitz wurde mit folgendem Tabellenstand beendet. Die SpVgg Gelb-Weiß Görlitz wurde zum vierten Mal Oberlausitzer Fußballmeister. Vizemeister und somit ebenfalls für die südostdeutsche Endrunde qualifiziert, wurde der STC Görlitz
| Pl. | Verein                      | Sp. | S  | U | N | Tore    | Quote | Punkte |
| --- | --------------------------- | --- | -- | - | - | ------- | ----- | ------ |
| 1.  | SpVgg Gelb-Weiß Görlitz (M) | 14  | 10 | 1 | 3 | 044:200 | 2,20  | 21:70  |
| 2.  | STC Görlitz                 | 14  | 10 | 0 | 4 | 057:170 | 3,35  | 20:80  |
| 3.  | SC Halbau                   | 14  | 8  | 1 | 5 | 024:250 | 0,96  | 17:11  |
| 4.  | SC Kunzendorf               | 14  | 4  | 4 | 6 | 034:350 | 0,97  | 12:16  |
| 5.  | SpVgg Bunzlau               | 14  | 4  | 4 | 6 | 019:220 | 0,86  | 12:16  |
| 6.  | Sportfreunde Seifersdorf    | 14  | 3  | 5 | 6 | 020:370 | 0,54  | 11:17  |
| 7.  | Laubaner SV                 | 14  | 3  | 4 | 7 | 022:490 | 0,45  | 10:18  |
| 8.  | Saganer SV                  | 14  | 3  | 3 | 8 | 021:360 | 0,58  | 09:19  |

| (M) | Titelverteidiger Bezirk |

## A-Klasse Niederschlesien
Die niederschlesische Meisterschaft wurde diese Saison in einer Gruppe ausgespielt, es gewann zum siebten Mal hintereinander der VfB Liegnitz. Der SC Jauer wurde Vizemeister und durften somit nach 1923/24 zum zweiten Mal an der südostdeutschen Endrunde teilnehmen. Da nach Saisonende noch drei Mannschaften punktgleich waren, wurde ein Entscheidungsturnier ausgetragen.
| Pl. | Verein                             | Sp. | S | U | N  | Tore    | Quote | Punkte |
| --- | ---------------------------------- | --- | - | - | -- | ------- | ----- | ------ |
| 1.  | SC Jauer                           | 14  | 8 | 3 | 3  | 046:220 | 2,09  | 19:90  |
| 2.  | SC Schlesien Haynau                | 14  | 8 | 3 | 3  | 050:310 | 1,61  | 19:90  |
| 3.  | VfB Liegnitz (M)                   | 14  | 9 | 1 | 4  | 035:220 | 1,59  | 19:90  |
| 4.  | FC Blitz 03 Liegnitz               | 14  | 7 | 2 | 5  | 037:270 | 1,37  | 16:12  |
| 5.  | Vereinigte Grünberger Sportfreunde | 14  | 6 | 3 | 5  | 024:270 | 0,89  | 15:13  |
| 6.  | DSC Neusalz                        | 14  | 5 | 2 | 7  | 028:390 | 0,72  | 12:16  |
| 7.  | SC Preußen 1911 Glogau             | 14  | 4 | 1 | 9  | 027:430 | 0,63  | 09:19  |
| 8.  | SpVgg 1896 Liegnitz                | 14  | 1 | 1 | 12 | 018:540 | 0,33  | 03:25  |

| (M) | Titelverteidiger Bezirk |

### Entscheidungsturnier
| Pl. | Verein              | Sp. | S | U | N | Tore    | Quote | Punkte |
| --- | ------------------- | --- | - | - | - | ------- | ----- | ------ |
| 1.  | VfB Liegnitz        | 2   | 2 | 0 | 0 | 008:300 | 2,67  | 04:0   |
| 2.  | SC Jauer            | 2   | 1 | 0 | 1 | 003:300 | 1,00  | 02:20  |
| 3.  | SC Schlesien Haynau | 2   | 0 | 0 | 2 | 003:800 | 0,38  | 0:40   |

## A-Klasse Mittelschlesien
Die mittelschlesische Meisterschaft war in dieser Saison in die Provinzmeisterschaft Breslau und in die Provinzmeisterschaft Mittelschlesien mit den Gauen Brieg, Namslau, Obernigk-Trachenberg und Oels unterteilt. Der Sieger der Provinzmeisterschaft Breslau war direkt für die südostdeutsche Endrunde qualifiziert. Um den zweiten Teilnehmer an der südostdeutschen Endrunde zu ermitteln spielten der Provinzmeister aus Mittelschlesien gegen den Vizemeister aus Breslau. Der Breslauer SC 08 wurde Breslauer Fußballmeister und qualifizierte sich direkt für die südostdeutsche Endrunde. Der Breslauer FV 06 konnte sich gegen den SSC Oels durchsetzen und qualifizierte sich somit ebenfalls für die südostdeutsche Endrunde.

### A-Klasse Breslau
| Pl. | Verein                              | Sp. | S | U | N | Tore    | Quote | Punkte |
| --- | ----------------------------------- | --- | - | - | - | ------- | ----- | ------ |
| 1.  | Breslauer SC 08 A                   | 14  | 9 | 1 | 4 | 033:260 | 1,27  | 19:90  |
| 2.  | Breslauer FV 06 (M)                 | 14  | 7 | 3 | 4 | 036:230 | 1,57  | 17:11  |
| 3.  | SC Hertha Breslau                   | 14  | 7 | 3 | 4 | 032:220 | 1,45  | 17:11  |
| 4.  | SC Vorwärts Breslau                 | 14  | 8 | 0 | 6 | 032:250 | 1,28  | 16:12  |
| 5.  | Vereinigte Breslauer Sportfreunde A | 14  | 6 | 3 | 5 | 039:300 | 1,30  | 15:13  |
| 6.  | VfB Breslau                         | 14  | 5 | 1 | 8 | 031:390 | 0,79  | 11:17  |
| 7.  | VSV Union Wacker Breslau            | 14  | 4 | 1 | 9 | 022:430 | 0,51  | 09:19  |
| 8.  | SC Alemannia Breslau (N)            | 14  | 3 | 2 | 9 | 018:350 | 0,51  | 08:20  |

| (M) | Titelverteidiger Bezirk     |
| (N) | Aufsteiger aus der B-Klasse |

### Entscheidungsspiel um Platz 2
| Datum           |                 | Ergebnis  |                   | Ort     |
| --------------- | --------------- | --------- | ----------------- | ------- |
| 17. Januar 1933 | Breslauer FV 06 | 4:3 n. V. | SC Hertha Breslau | Breslau |

### Provinzmeisterschaft Mittelschlesien

#### A-Klasse Oels
| Pl. | Verein                           | Sp. | S | U | N  | Tore    | Quote | Punkte |
| --- | -------------------------------- | --- | - | - | -- | ------- | ----- | ------ |
| 1.  | SSC 1901 Oels                    | 12  | 9 | 2 | 1  | 029:130 | 2,23  | 20:40  |
| 2.  | Reichsbahn SV Schlesien Oels (N) | 12  | 8 | 1 | 3  | 033:190 | 1,74  | 17:70  |
| 3.  | VfR Oels                         | 12  | 7 | 0 | 5  | 028:250 | 1,12  | 14:10  |
| 4.  | VfB Groß Wartenberg (N)          | 12  | 6 | 2 | 4  | 026:310 | 0,84  | 14:10  |
| 5.  | SpVgg 1908 Oels                  | 12  | 4 | 4 | 4  | 018:200 | 0,90  | 12:12  |
| 6.  | SC Preußen Festenberg            | 12  | 2 | 0 | 10 | 010:120 | 0,83  | 04:20  |
| 7.  | Sportfreunde Bernstadt           | 12  | 1 | 1 | 10 | 011:350 | 0,31  | 03:21  |

| (N) | Aufsteiger aus der B-Klasse |

#### A-Klasse Brieg
| Pl. | Verein                 | Sp. | S | U | N  | Tore    | Quote | Punkte |
| --- | ---------------------- | --- | - | - | -- | ------- | ----- | ------ |
| 1.  | SC Brega 09 Brieg      | 10  | 9 | 0 | 1  | 024:900 | 2,67  | 18:20  |
| 2.  | SpVgg SSC Brieg        | 10  | 5 | 3 | 2  | 014:210 | 0,67  | 13:70  |
| 3.  | Sportfreunde Ohlau     | 10  | 4 | 4 | 2  | 029:140 | 2,07  | 12:80  |
| 4.  | SC Preußen Brieg       | 10  | 3 | 4 | 3  | 012:130 | 0,92  | 10:10  |
| 5.  | VfB 1921 Löwen         | 10  | 2 | 3 | 5  | 018:290 | 0,62  | 07:13  |
| 6.  | SpVgg Schill Ohlau (N) | 10  | 0 | 0 | 10 | 005:160 | 0,31  | 0:20   |

| (N) | Aufsteiger aus der B-Klasse |

#### A-Klasse Namslau
| Pl. | Verein                        | Sp. | S | U | N | Tore    | Quote | Punkte |
| --- | ----------------------------- | --- | - | - | - | ------- | ----- | ------ |
| 1.  | SpVgg 1911 Kreuzburg          | 6   | 4 | 2 | 0 | 012:400 | 3,00  | 10:20  |
| 2.  | SVgg Rosenberg                | 6   | 4 | 1 | 1 | 009:700 | 1,29  | 09:30  |
| 3.  | Sportfreunde Preußen Konstadt | 6   | 2 | 1 | 3 | 007:160 | 0,44  | 05:70  |
| 4.  | SC Preußen Namslau            | 6   | 0 | 0 | 6 | 002:300 | 0,67  | 0:12   |

#### A-Klasse Obernigk-Trachenberg
| Pl. | Verein                               | Sp. | S | U | N | Tore    | Quote | Punkte |
| --- | ------------------------------------ | --- | - | - | - | ------- | ----- | ------ |
| 1.  | Vgt. Sportfreunde Preußen Wohlau (N) | 5   | 4 | 0 | 1 | 026:100 | 2,60  | 08:20  |
| 2.  | SV Trachenberg                       | 6   | 3 | 1 | 2 | 020:120 | 1,67  | 07:50  |
| 3.  | TV Gut Heil Prausnitz                | 6   | 3 | 1 | 2 | 017:170 | 1,00  | 07:50  |
| 4.  | SC Obernigk                          | 5   | 0 | 0 | 5 | 003:270 | 0,11  | 0:10   |

#### Mittelschlesische Provinzmeisterschaft
Qualifiziert waren die vier Sieger aus Regionalklassen.

##### Vorrunde Ostkreis
Das Hinspiel fand am 4. Dezember 1932 in Kreuzburg, das Rückspiel am 11. Dezember 1932 in Oels und statt.
|                                                | Gesamt |                                    | Hinspiel | Rückspiel |
| ---------------------------------------------- | ------ | ---------------------------------- | -------- | --------- |
| SpVgg 1911 Kreuzburg (Sieger A-Klasse Namslau) | 1:4    | SSC 01 Oels (Sieger A-Klasse Oels) | 1:2      | 0:2       |

##### Vorrunde Westkreis
Das Hinspiel fand am 4. Dezember 1932 in Brieg, das Rückspiel am 11. Dezember 1932 in Wohlau statt.
|                                        | Gesamt |                                                                         | Hinspiel | Rückspiel |
| -------------------------------------- | ------ | ----------------------------------------------------------------------- | -------- | --------- |
| SC Brega Brieg (Sieger A-Klasse Brieg) | 5:0    | Vgt. Sportfreunde Preußen Wohlau (Sieger A-Klasse Obernigk-Trachenberg) | 3:0      | 2:0       |

##### Finale
Das Hinspiel fand am 18. Dezember 1932 in Oels, das Rückspiel am 22. Januar 1933 in Brieg und das Entscheidungsspiel am 19. Februar 1933 in Breslau statt. Die beiden Finalisten qualifizierten sich durch den Finaleinzug für die Bezirksliga Mittelschlesien 1933/34.
|               | Gesamt |                | Hinspiel | Rückspiel | 3. Spiel |
| ------------- | ------ | -------------- | -------- | --------- | -------- |
| SSC 1901 Oels | 12:60  | SC Brega Brieg | 1:1      | 4:4       | 7:1      |

##### Endspiel um 2. Teilnehmer
Die Entscheidungsspiele zur Ermittlung des zweiten Teilnehmers zur Endrunde um die Verbandsmeisterschaft
fielen aus Terminnot aus. Der Vizemeister Breslaus wurde vom Verband als zweiter Teilnehmer bestimmt.

## A-Klasse Oberschlesien
Die oberschlesische Meisterschaft wurde in dieser Saison in einer Gruppe ausgetragen. Die SpVgg Vorwärts Rasensport Gleiwitz wurde zum vierten Mal Oberschlesischer Meister. Der zweite oberschlesische Teilnehmer an der südostdeutschen Endrunde wurde die Saison erneut in einem Entscheidungsspiel zwischen dem Zweitplatzierten des Rundenturniers und dem Pokalsieger Oberschlesiens ermittelt. Der Beuthener SuSV 09 setzte sich in diesem Spiel durch.
| Pl. | Verein                                 | Sp. | S  | U | N | Tore    | Quote | Punkte |
| --- | -------------------------------------- | --- | -- | - | - | ------- | ----- | ------ |
| 1.  | SpVgg Vorwärts-Rasensport Gleiwitz (M) | 14  | 11 | 3 | 0 | 051:160 | 3,19  | 25:30  |
| 2.  | Beuthener SuSV 09 (SOM)                | 14  | 11 | 2 | 1 | 048:200 | 2,40  | 24:40  |
| 3.  | SpVgg Ratibor 03                       | 14  | 7  | 1 | 6 | 028:330 | 0,85  | 15:13  |
| 4.  | SC Preußen Zaborze (P)                 | 14  | 4  | 3 | 7 | 025:300 | 0,83  | 11:17  |
| 5.  | VfB 1910 Gleiwitz                      | 14  | 4  | 2 | 8 | 026:330 | 0,79  | 10:18  |
| 6.  | SpVgg Deichsel Hindenburg              | 14  | 2  | 5 | 7 | 020:310 | 0,65  | 09:19  |
| 7.  | SuSV 1912 Miechowitz                   | 14  | 2  | 5 | 7 | 018:320 | 0,56  | 09:19  |
| 8.  | SV 1919 Ostrog (N)                     | 14  | 3  | 3 | 8 | 019:400 | 0,48  | 09:19  |

| (SOM) | südostdeutscher Titelverteidiger |
| (M)   | Titelverteidiger Bezirk          |
| (P)   | Oberschlesischer Pokalsieger     |
| (N)   | Aufsteiger aus der B-Klasse      |

### Entscheidungsspiel zweiter oberschlesischer Teilnehmer
Das Hinspiel fand am 11. Dezember 1932 in Beuthen, das Rückspiel am 26. Dezember 1932 in Zaborze statt.
|                                                    | Gesamt |                                                   | Hinspiel | Rückspiel |
| -------------------------------------------------- | ------ | ------------------------------------------------- | -------- | --------- |
| Beuthener SuSV 09 (Zweiter A-Klasse Oberschlesien) | 7:4    | SC Preußen Zaborze (Oberschlesischer Pokalsieger) | 4:2      | 3:2       |

## A-Klasse Bergland
Die A-Klasse Bergland wurde in zwei Gruppen ausgespielt. Bezirksmeister wurde der Waldenburger SV 1909, Vizemeister und damit ebenfalls für die Meisterschaftsendrunde qualifiziert wurde der SV Preußen Schweidnitz.

### Bergland Ostkreis
| Pl. | Verein                         | Sp. | S | U | N | Tore    | Quote | Punkte |
| --- | ------------------------------ | --- | - | - | - | ------- | ----- | ------ |
| 1.  | VfB Langenbielau (M)           | 10  | 7 | 1 | 2 | 033:900 | 3,67  | 15:50  |
| 2.  | SV Preußen Schweidnitz         | 10  | 6 | 3 | 1 | 036:170 | 2,12  | 15:50  |
| 3.  | RSV Hertha Münsterberg         | 10  | 5 | 2 | 3 | 021:180 | 1,17  | 12:80  |
| 4.  | VfR 1915 Schweidnitz           | 10  | 3 | 1 | 6 | 020:280 | 0,71  | 07:13  |
| 5.  | SpVgg 1908 Reichenbach         | 10  | 2 | 2 | 6 | 017:320 | 0,53  | 06:14  |
| 6.  | Verein Strehlener Sportfreunde | 10  | 2 | 1 | 7 | 010:330 | 0,30  | 05:15  |

| (M) | Titelverteidiger Bezirk |

### Entscheidungsspiel Platz 1
| Datum            |                  | Ergebnis |                        | Ort         |
| ---------------- | ---------------- | -------- | ---------------------- | ----------- |
| 6. November 1932 | VfB Langenbielau | 2:3      | SV Preußen Schweidnitz | Reichenbach |

### Bergland Westkreis
| Pl. | Verein                                  | Sp. | S | U | N | Tore    | Quote | Punkte |
| --- | --------------------------------------- | --- | - | - | - | ------- | ----- | ------ |
| 1.  | Waldenburger SV 1909                    | 10  | 8 | 0 | 2 | 040:190 | 2,11  | 16:40  |
| 2.  | SV Silesia Freiburg                     | 10  | 7 | 1 | 2 | 031:180 | 1,72  | 15:50  |
| 3.  | SV Saarau                               | 10  | 5 | 1 | 4 | 032:290 | 1,10  | 11:90  |
| 4.  | SV Preußen Waldenburg-Altwasser         | 10  | 3 | 1 | 6 | 022:170 | 1,29  | 07:13  |
| 5.  | Schweidnitzer FV Manfred von Richthofen | 10  | 3 | 0 | 7 | 015:450 | 0,33  | 06:14  |
| 6.  | STC Hirschberg                          | 10  | 2 | 1 | 7 | 015:270 | 0,56  | 05:15  |

### Entscheidungsspiele um die Bergland-Meisterschaft
Das Hinspiel fand am 4. Dezember 1932 in Waldenburg, das Rückspiel am 11. Dezember 1932 in Schweidnitz statt.
|                                         | Gesamt |                                          | Hinspiel | Rückspiel |
| --------------------------------------- | ------ | ---------------------------------------- | -------- | --------- |
| Waldenburger SV 1909 (Sieger Westkreis) | 5:1    | SV Preußen Schweidnitz (Sieger Ostkreis) | 1:0      | 4:1       |

## Endrunde
Die Endrunde um die südostdeutsche Fußballmeisterschaft wurde in der Saison 1932/33 im Rundenturnier ausgetragen. Erneut bestimmte der SOFV, dass die Teilnehmer aus den drei spielstärksten Bezirken Niederlausitz, Mittelschlesien/Breslau und Oberschlesien in der Finalstaffel den Südostdeutschen Fußballmeister ausspielten und dass die Teilnehmer aus den schwächeren Bezirken Bergland, Niederschlesien und Oberlausitz in einer gesonderten Gruppe nur den Teilnehmer am Entscheidungsspiel um die Vizemeisterschaft ausspielten. Somit blieb auch in diesem Jahr die theoretische Chance auf den Meistertitel für Vereine aus den drei schwächeren Bezirken verwehrt.

### Finalstaffel
| Pl. | Verein                                                             | Sp. | S | U | N | Tore    | Quote | Punkte |
| --- | ------------------------------------------------------------------ | --- | - | - | - | ------- | ----- | ------ |
| 1.  | Beuthener SuSV 09 (2. Teilnehmer Oberschlesiens)                   | 10  | 9 | 0 | 1 | 040:120 | 3,33  | 18:20  |
| 2.  | SpVgg Vorwärts-Rasensport Gleiwitz (Sieger A-Klasse Oberschlesien) | 10  | 8 | 0 | 2 | 033:150 | 2,20  | 16:40  |
| 3.  | Breslauer SC 08 (Sieger A-Klasse Breslau)                          | 9   | 4 | 0 | 5 | 016:250 | 0,64  | 08:10  |
| 4.  | SV Hoyerswerda (Vizemeister A-Klasse Niederlausitz)                | 10  | 3 | 2 | 5 | 024:310 | 0,77  | 08:12  |
| 5.  | Breslauer FV 06 (2. Teilnehmer Mittelschlesiens)                   | 10  | 2 | 2 | 6 | 025:260 | 0,96  | 06:14  |
| 6.  | Cottbuser FV 1898 (Sieger A-Klasse Niederlausitz)                  | 9   | 0 | 2 | 7 | 011:400 | 0,28  | 02:16  |

### Staffel II
| Pl. | Verein                                                 | Sp. | S | U | N | Tore    | Quote | Punkte |
| --- | ------------------------------------------------------ | --- | - | - | - | ------- | ----- | ------ |
| 1.  | STC Görlitz (Vizemeister A-Klasse Oberlausitz)         | 10  | 7 | 2 | 1 | 042:120 | 3,50  | 16:40  |
| 2.  | SC Jauer (Vizemeister A-Klasse Niederschlesien)        | 9   | 4 | 2 | 3 | 020:210 | 0,95  | 10:80  |
| 3.  | SV Preußen Schweidnitz (Vizemeister A-Klasse Bergland) | 10  | 4 | 2 | 4 | 025:350 | 0,71  | 10:10  |
| 4.  | Waldenburger SV 1909 (Sieger A-Klasse Bergland)        | 10  | 2 | 4 | 4 | 026:250 | 1,04  | 08:12  |
| 5.  | VfB Liegnitz (Sieger A-Klasse Niederschlesien)         | 9   | 3 | 2 | 4 | 017:230 | 0,74  | 08:10  |
| 6.  | SpVgg Gelb-Weiß Görlitz (Sieger A-Klasse Oberlausitz)  | 10  | 2 | 2 | 6 | 014:280 | 0,50  | 06:14  |

### Entscheidungsspiele Vizemeisterschaft
Das Hinspiel fand am 16. April 1933 in Görlitz, das Rückspiel am 30. April 1933 in Gleiwitz statt.
| Datum          |                                          | Ergebnis  | !Stadion                                                     |
| -------------- | ---------------------------------------- | --------- | ------------------------------------------------------------ |
| 16. April 1933 | STC Görlitz                              | 1:2 (1:2) | Vorwärts-Rasensport Gleiwitz \|Görlitz, Schenckendorffplatz  |
| 30. April 1933 | Vorwärts-Rasensport Gleiwitz             | 5:0 (1:0) | STC Görlitz \|Gleiwitz, Jahnstadion                          |
| Gesamt:        | STC Görlitz (Erstplatzierter Staffel II) | 1:7       | Vorwärts-Rasensport Gleiwitz (Zweitplatzierter Finalstaffel) |